# 竹畸節蜱
竹畸節蜱（学名：Abacarus bambusae）为節蜱科畸節蜱屬下的一个种。